# Wijken en buurten in Oirschot
De Nederlandse gemeente Oirschot is voor statistische doeleinden onderverdeeld in wijken en buurten. De gemeente is verdeeld in de volgende statistische wijken:
- Wijk 00 Oirschot (CBS-wijkcode:082300)
- Wijk 01 Spoordonk (CBS-wijkcode:082301)
- Wijk 02 Middelbeers en Westelbeers (CBS-wijkcode:082302)
- Wijk 03 Oostelbeers (CBS-wijkcode:082303)

Een statistische wijk kan bestaan uit meerdere buurten. Onderstaande tabel geeft de buurtindeling met kentallen volgens het Centraal Bureau voor de Statistiek (2008):
| CBS-buurtcode | Buurtnaam                               | Inwonertal | Opp. totaal (ha) | Opp. land (ha) | Ligging                |
| ------------- | --------------------------------------- | ---------- | ---------------- | -------------- | ---------------------- |
| BU08230000    | Oirschot-Centrum                        | 3610       | 116              | 114            | Locatie in de gemeente |
| BU08230001    | Oirschot Noordoost                      | 590        | 137              | 137            | Locatie in de gemeente |
| BU08230002    | De Notel                                | 4300       | 90               | 90             | Locatie in de gemeente |
| BU08230003    | Industrieterrein De Stad                | 160        | 58               | 55             | Locatie in de gemeente |
| BU08230004    | Snepseind en Bijsterveld                | 370        | 336              | 336            | Locatie in de gemeente |
| BU08230005    | Straten met Moleneind                   | 210        | 220              | 217            | Locatie in de gemeente |
| BU08230008    | Verspreide huizen Zuid-Oirschotse Heide | 740        | 2023             | 2014           | Locatie in de gemeente |
| BU08230009    | Verspreide huizen Noord en De Mortelen  | 400        | 1364             | 1364           | Locatie in de gemeente |
| BU08230100    | Spoordonk                               | 610        | 22               | 22             | Locatie in de gemeente |
| BU08230109    | Verspreide huizen Spoordonk             | 1450       | 1724             | 1707           | Locatie in de gemeente |
| BU08230200    | Middelbeers                             | 2710       | 95               | 95             | Locatie in de gemeente |
| BU08230208    | Verspreide huizen Westelbeers           | 330        | 1112             | 1064           | Locatie in de gemeente |
| BU08230209    | Verspreide huizen Middelbeers           | 680        | 736              | 731            | Locatie in de gemeente |
| BU08230300    | Oostelbeers                             | 1120       | 44               | 44             | Locatie in de gemeente |
| BU08230309    | Verspreide huizen Oostelbeers           | 590        | 2206             | 2189           | Locatie in de gemeente |